# Asinelli

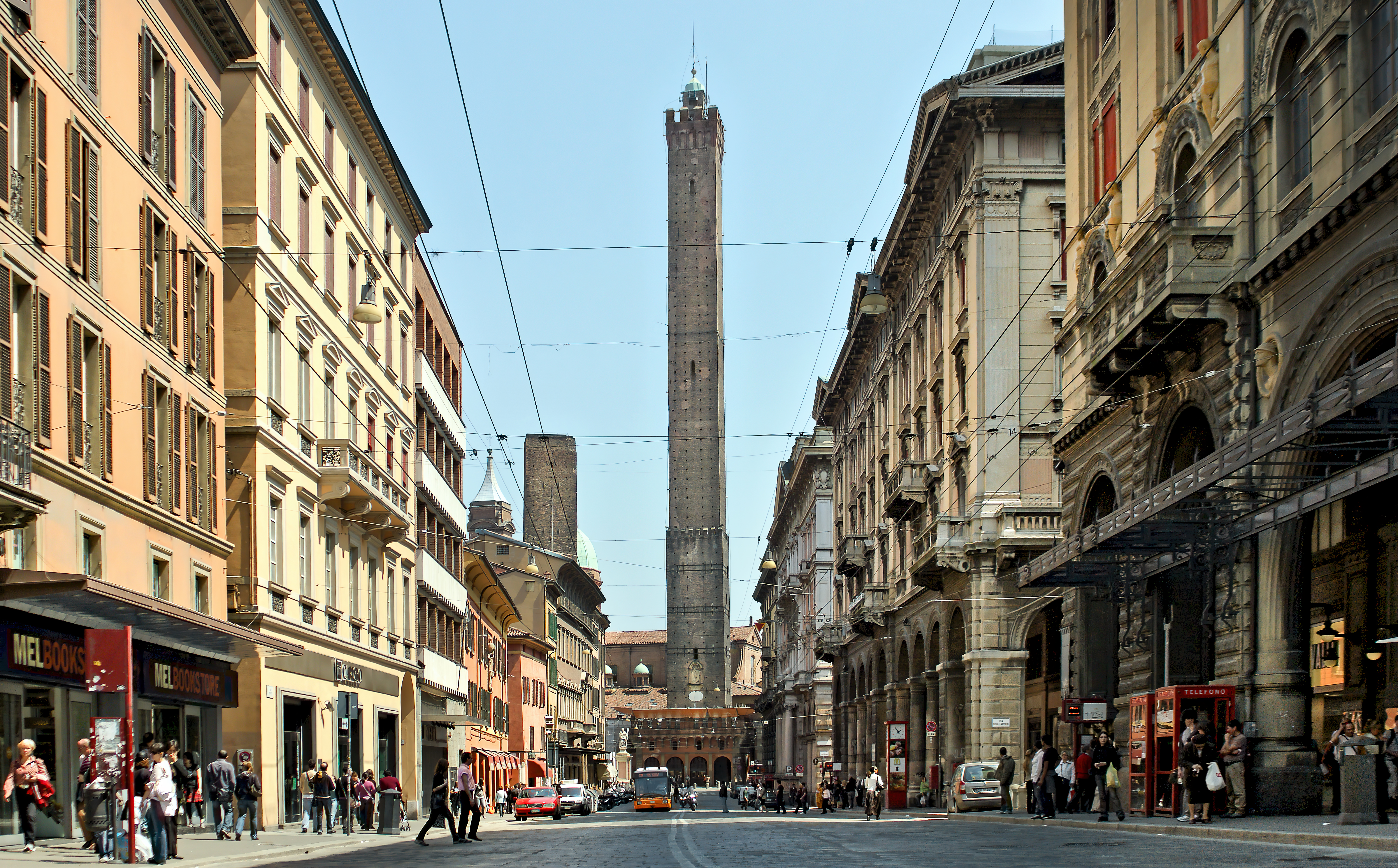
Bologna, la torre degli Asinelli vista da via Rizzoli

Gli Asinelli erano una nobile famiglia bolognese, ricordata soprattutto per la probabile committenza della torre omonima da parte di un suo membro, Pietro Asinelli. In principio aderente alla fazione ghibellina dei Lambertazzi, passò in seguito alle lotte politiche del XII secolo al partito guelfo dei Geremei.
I figli e nipoti di Pietro, tra cui Munso, Bonacosa, Guido, Alberto e Ugolino, pervennero sette volte al consolato cittadino e al consiglio degli anziani.